# South Carolina United Bantams
South Carolina United Bantams, mais conhecido como SC United Bantams, é uma agremiação esportiva da cidade de Colúmbia, Carolina do Sul.  Atualmente disputa a  Premier Development League.

## História
Fundado como Palmetto FC Bantams, o Bantams estreou na PDL em 2012. Em 2017 o clube disputa pela primeira vez a Lamar Hunt U.S. Open Cup.

## Estatísticas

### Participações
|  | Participações em 2017 |

| Competição     | Competição               | Temporadas | Melhor campanha      | Estreia | Última | P | R |
| Estados Unidos | Lamar Hunt U.S. Open Cup | 1          | Primeira Fase (2017) | 2017    | 2017   |   | – |